# Bruck am Ziller
Bruck am Ziller ist eine Gemeinde mit 1131 Einwohnern (Stand 1. Jänner 2024) im Zillertal und gehört zum Bezirk Schwaz in Tirol (Österreich). Die Gemeinde liegt im Gerichtsbezirk Schwaz.

## Geografie
Das Straßendorf Bruck breitet sich am Eingang des Zillertals, östlich vom Ziller auf einer niedrigen Terrasse aus. Hinter dem Dorf steigt der Berghang steil auf. Zu Bruck gehören noch der Weiler Imming sowie verstreute Höfe am Bruckerberg.

### Gemeindegliederung
Das Gemeindegebiet umfasst folgende drei Ortschaften (Einwohner Stand 1. Jänner 2024):
- Bruck am Ziller (648)
- Bruckerberg (98)
- Imming (385)

Seit 1939 gehört Bruck nicht mehr zum Bezirk Kufstein, sondern zum Bezirk Schwaz. Schwaz ist auch seit 1969 Gerichtsort (des Bezirksgerichts).

### Nachbargemeinden
| Strass im Zillertal |                                             | Reith im Alpbachtal (KU) |
| Schlitters          | Kompassrose, die auf Nachbargemeinden zeigt |                          |
| Fügen               | Hart im Zillertal                           |                          |

## Geschichte
Wahrscheinlich bestand schon in der Römerzeit im Raum von Bruck ein wichtiger Straßenübergang im Inntal über den Ziller, der die Grenze zwischen den römischen Provinzen Raetia im Westen und Noricum im Osten bildete. Erstmals urkundlich erwähnt wurde Bruck im Jahr 1188 als „villa Prvkke“, was auf den Bau von festen Brücken über den Ziller zurückzuführen ist. Der Weiler Imming wird schon 976 als „Himinga“ erwähnt und weist auf eine bajuwarische Besiedlung hin.
Politisch gehörte Bruck nicht zur Herrschaft der Bischöfe von Salzburg, sondern zum bayrischen und seit 1504 zum tirolischen Gericht (Verwaltungsbezirk) Rattenberg. Erst 1811 wurde Bruck eine selbständige Gemeinde.
Im 16. und 17. Jahrhundert wurde am Reitherkogel nach Kupfer und Silber geschürft. Die reformatorischen Kirchenbewegungen, darunter die radikalen Täufer, stießen bei der Bevölkerung am Beginn des 16. Jahrhunderts auf großen Anklang, wurden bei der Obrigkeit aber als gefährlich angesehen. Zwischen 1528 und 1539 wurden in Rattenberg 71 Täufer, die ihren Glauben nicht widerrufen wollten, hingerichtet, darunter auch zahlreiche Bewohner von Bruck.
Während des Tiroler Aufstandes war 1809 auch Bruck ein Schauplatz dieses gescheiterten Befreiungskampfes.
1932 wurde die Gemeinde von Brugg in Bruck am Ziller umbenannt.

### Bevölkerungsentwicklung
| Bruck am Ziller: Einwohnerzahlen von 1869 bis 2024  | Bruck am Ziller: Einwohnerzahlen von 1869 bis 2024 | Bruck am Ziller: Einwohnerzahlen von 1869 bis 2024 | Bruck am Ziller: Einwohnerzahlen von 1869 bis 2024 | Bruck am Ziller: Einwohnerzahlen von 1869 bis 2024 |
| --------------------------------------------------- | -------------------------------------------------- | -------------------------------------------------- | -------------------------------------------------- | -------------------------------------------------- |
| Jahr                                                |                                                    |                                                    |                                                    | Einwohner                                          |
| 1869                                                | 1869                                               |                                                    | 430                                                | 430                                                |
| 1880                                                | 1880                                               |                                                    | 405                                                | 405                                                |
| 1890                                                | 1890                                               |                                                    | 409                                                | 409                                                |
| 1900                                                | 1900                                               |                                                    | 377                                                | 377                                                |
| 1910                                                | 1910                                               |                                                    | 380                                                | 380                                                |
| 1923                                                | 1923                                               |                                                    | 395                                                | 395                                                |
| 1934                                                | 1934                                               |                                                    | 418                                                | 418                                                |
| 1939                                                | 1939                                               |                                                    | 395                                                | 395                                                |
| 1951                                                | 1951                                               |                                                    | 496                                                | 496                                                |
| 1961                                                | 1961                                               |                                                    | 550                                                | 550                                                |
| 1971                                                | 1971                                               |                                                    | 638                                                | 638                                                |
| 1981                                                | 1981                                               |                                                    | 778                                                | 778                                                |
| 1991                                                | 1991                                               |                                                    | 897                                                | 897                                                |
| 2001                                                | 2001                                               |                                                    | 912                                                | 912                                                |
| 2011                                                | 2011                                               |                                                    | 997                                                | 997                                                |
| 2021                                                | 2021                                               |                                                    | 1.146                                              | 1.146                                              |
| 2024                                                | 2024                                               |                                                    | 1.131                                              | 1.131                                              |
| Quelle(n): Statistik Austria, Gebietsstand 1.1.2021 |                                                    |                                                    |                                                    |                                                    |

## Kultur und Sehenswürdigkeiten

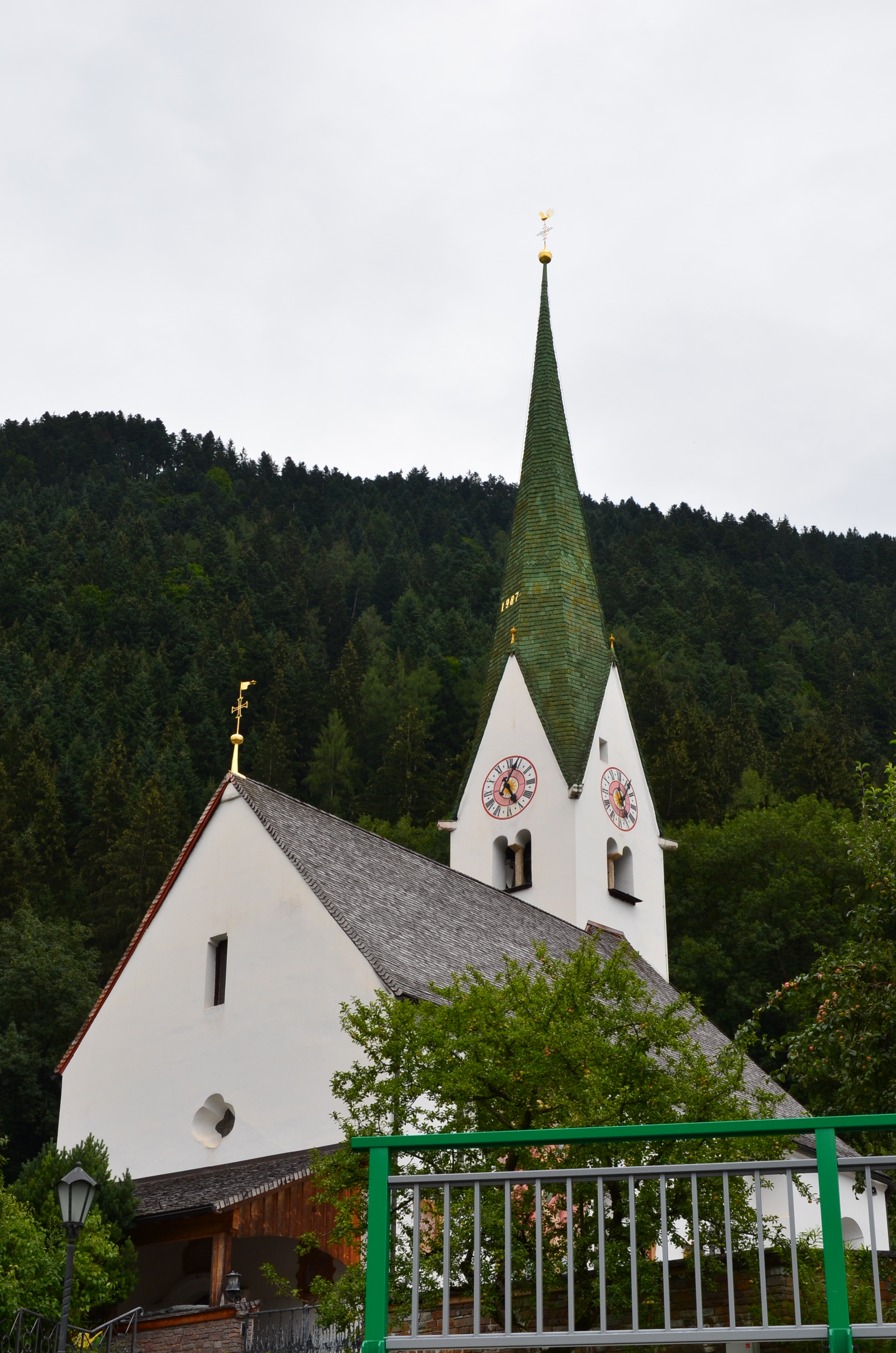
Pfarrkirche Bruck am Ziller

- Katholische Pfarrkirche Bruck am Ziller hl. Leonhard

## Wirtschaft und Infrastruktur
Die Gemeinde ist stark von der Landwirtschaft geprägt, daneben gibt es noch kleinere Gewerbe- und Tourismusbetriebe. 
Von den 471 Erwerbstätigen, die 2011 in Bruck am Ziller lebten, arbeiteten 94 in der Gemeinde, achtzig Prozent pendelten aus.

### Verkehr
Über den 1111 m hohen Kerschbaumer Sattel besteht eine Straßenverbindung nach Reith im Alpbachtal.

## Politik

### Gemeinderat
Die Gemeinderat hat insgesamt 11 Mitglieder.
- Mit den Gemeinderats- und Bürgermeisterwahlen in Tirol 1998 hatte der Gemeinderat folgende Verteilung: 5 GLB–Gemeinsame Liste der Arbeiter, Angestellten, Bauern, Gewerbetreibenden und Pensionisten von Bruck, 3 Einheitsliste für Bruck am Ziller, 2 BLB–Bürgerliste Bruck am Ziller und 1 AAP–Arbeiter, Angestellte und Pensionisten.[5]
- Mit den Gemeinderats- und Bürgermeisterwahlen in Tirol 2004 hatte der Gemeinderat folgende Verteilung: 5 GLB–Gemeinsame Liste der Arbeiter, Angestellten, Bauern, Gewerbetreibenden und Pensionisten von Bruck, 2 Einheitsliste für Bruck am Ziller, 2 BLB–Bürgerliste Bruck am Ziller und 2 ALB–Allgemeine Liste Bruck.[6]
- Mit den Gemeinderats- und Bürgermeisterwahlen in Tirol 2010 hatte der Gemeinderat folgende Verteilung: 8 GLB–Gemeinsame Liste der Arbeiter, Angestellten, Bauern, Gewerbetreibenden und Pensionisten von Bruck, 2 Einheitsliste für Bruck am Ziller und 1 BLB–Bürgerliste Bruck am Ziller.[7][8]
- Mit den Gemeinderats- und Bürgermeisterwahlen in Tirol 2016 hat der Gemeinderat folgende Verteilung: 5 GLB–Gemeinsame Liste der Arbeiter, Angestellten, Bauern, Gewerbetreibenden und Pensionisten von Bruck, 4 BLB–Bürgerliste Bruck, Alois Wurm und 2 ALB–Allgemeine Liste Bruck.[9]
- Mit den Gemeinderats- und Bürgermeisterwahlen in Tirol 2022 hat der Gemeinderat folgende Verteilung: 4 GLB–Gemeinsame Liste der Arbeiter, Angestellten, Bauern, Gewerbetreibenden und Pensionisten v, 6 BLB–Bürgerliste Bruck, Alois Wurm, 1 AL–Allgemeine Liste Bruck.[10]

### Bürgermeister
- bis 2016 Max Wasserer[11]
- seit 2016 Alois Wurm[12]

### Wappen
Blasonierung: Auf Grün ein breiter silberner rechter Schrägbalken mit darübergelgtem schmalen schwarzen Balken.
Das 1973 verliehene Gemeindewappen symbolisiert mit einer stilisierten Brücke als redendes Wappen den Ortsnamen und verweist auf die Bedeutung des seit der Römerzeit bestehenden Übergangs.

## Persönlichkeiten
- Tabea Huys (* 2005), Triathletin und Radfahrerin